# Bhimtal
Bhimtal är en ort i Indien.   Den ligger i delstaten Uttarakhand, i den norra delen av landet, 240 km öster om huvudstaden New Delhi. Bhimtal ligger 1 515 meter över havet och antalet invånare är 8 875.
Terrängen runt Bhimtal är kuperad åt nordväst, men åt sydost är den bergig. Terrängen runt Bhimtal sluttar söderut. Runt Bhimtal är det ganska tätbefolkat, med 111 invånare per kvadratkilometer. Närmaste större samhälle är Kāthgodām, 9,4 km söder om Bhimtal. I omgivningarna runt Bhimtal växer i huvudsak blandskog.